# Мелроз Парк (Њујорк)
Мелроз Парк (енгл. Melrose Park) насељено је место без административног статуса у америчкој савезној држави Њујорк.

## Демографија
По попису из 2010. године број становника је 2.294, што је 65 (-2,8%) становника мање него 2000. године.
| Група             | 2000.         | 2010.         |
| Белци             | 2.326 (98,6%) | 2.238 (97,6%) |
| Афроамериканци    | 3 (0,1%)      | 1 (0,0%)      |
| Азијати           | 16 (0,7%)     | 10 (0,4%)     |
| Хиспаноамериканци | 10 (0,4%)     | 21 (0,9%)     |
| Укупно            | 2.359         | 2.294         |